# Nazionale maschile di pallavolo del Brasile
La nazionale di pallavolo maschile del Brasile è una squadra sudamericana composta dai migliori giocatori di pallavolo del Brasile ed è posta sotto l'egida della Federazione pallavolistica del Brasile.

## Rosa
Segue la rosa dei giocatori convocati per i Giochi della XXXIII Olimpiade.
| N° | Nome               | Ruolo | Data di nascita  | Squadra            |
| -- | ------------------ | ----- | ---------------- | ------------------ |
| 1  | Bruno de Rezende   | P     | 2 luglio 1986    | Modena             |
| 2  | Lukas Bergmann     | S     | 25 marzo 2004    | Sesi               |
| 6  | Adriano Cavalcante | S     | 6 febbraio 2002  | BVC                |
| 8  | Henrique Honorato  | S     | 18 marzo 1997    | Norte Catarinense  |
| 9  | Yoandy Leal        | S     | 31 agosto 1988   | You Energy         |
| 12 | Isac Santos        | C     | 13 dicembre 1990 | Minas              |
| 14 | Fernando Kreling   | P     | 13 gennaio 1996  | Milano             |
| 16 | Lucas Saatkamp     | C     | 6 marzo 1986     | Sada               |
| 17 | Thales Hoss        | L     | 27 aprile 1989   | LKPS               |
| 18 | Ricardo Lucarelli  | S     | 14 febbraio 1992 | You Energy         |
| 21 | Alan de Souza      | O     | 21 marzo 1994    | AZS Olsztyn        |
| 23 | Flávio Gualberto   | C     | 22 aprile 1993   | Sir Safety Perugia |
| 28 | Darlan de Souza    | O     | 24 giugno 2002   | Sesi               |

## Risultati

### Competizioni FIVB
| 1964 | 7º posto | Convocazioni |
| 1968 | 9º posto | Convocazioni |
| 1972 | 8º posto | Convocazioni |
| 1976 | 7º posto | Convocazioni |
| 1980 | 5º posto | Convocazioni |
| 1984 | 2º posto | Convocazioni |
| 1988 | 4º posto | Convocazioni |
| 1992 | 1º posto | Convocazioni |
| 1996 | 5º posto | Convocazioni |
| 2000 | 6º posto | Convocazioni |
| 2004 | 1º posto | Convocazioni |
| 2008 | 2º posto | Convocazioni |
| 2012 | 2º posto | Convocazioni |
| 2016 | 1º posto | Convocazioni |
| 2020 | 4º posto | Convocazioni |
| 2024 | 8º posto | Convocazioni |

| 1949 | non qualificata | -            |
| 1952 | non qualificata | -            |
| 1956 | 11º posto       | Convocazioni |
| 1960 | 5º posto        | Convocazioni |
| 1962 | 10º posto       | Convocazioni |
| 1966 | 13º posto       | Convocazioni |
| 1970 | 12º posto       | Convocazioni |
| 1974 | 9º posto        | Convocazioni |
| 1978 | 6º posto        | Convocazioni |
| 1982 | 2º posto        | Convocazioni |
| 1986 | 4º posto        | Convocazioni |
| 1990 | 4º posto        | Convocazioni |
| 1994 | 5º posto        | Convocazioni |
| 1998 | 4º posto        | Convocazioni |
| 2002 | 1º posto        | Convocazioni |
| 2006 | 1º posto        | Convocazioni |
| 2010 | 1º posto        | Convocazioni |
| 2014 | 2º posto        | Convocazioni |
| 2018 | 2º posto        | Convocazioni |
| 2022 | 3º posto        | Convocazioni |

| 2018 | 4º posto | Convocazioni |
| 2019 | 4º posto | Convocazioni |
| 2021 | 1º posto | Convocazioni |
| 2022 | 6º posto | Convocazioni |
| 2023 | 6º posto | Convocazioni |
| 2024 | 7º posto | Convocazioni |
| 2025 | 3º posto | Convocazioni |

| 1965 | non qualificata | -            |
| 1969 | 6º posto        | Convocazioni |
| 1977 | 8º posto        | Convocazioni |
| 1981 | 3º posto        | Convocazioni |
| 1985 | 4º posto        | Convocazioni |
| 1989 | 5º posto        | Convocazioni |
| 1991 | 6º posto        | Convocazioni |
| 1995 | 3º posto        | Convocazioni |
| 1999 | 5º posto        | Convocazioni |
| 2003 | 1º posto        | Convocazioni |
| 2007 | 1º posto        | Convocazioni |
| 2011 | 3º posto        | Convocazioni |
| 2015 | non qualificata | -            |
| 2019 | 1º posto        | Convocazioni |
| 2023 | non qualificata | -            |

### Campionato CSV
| 1951 | 1º posto        | Convocazioni |
| 1956 | 1º posto        | Convocazioni |
| 1958 | 1º posto        | Convocazioni |
| 1961 | 1º posto        | Convocazioni |
| 1962 | 1º posto        | Convocazioni |
| 1964 | non qualificata | -            |
| 1967 | 1º posto        | Convocazioni |
| 1969 | 1º posto        | Convocazioni |
| 1971 | 1º posto        | Convocazioni |
| 1973 | 1º posto        | Convocazioni |
| 1975 | 1º posto        | Convocazioni |
| 1977 | 1º posto        | Convocazioni |
| 1979 | 1º posto        | Convocazioni |
| 1981 | 1º posto        | Convocazioni |
| 1983 | 1º posto        | Convocazioni |
| 1985 | 1º posto        | Convocazioni |
| 1987 | 1º posto        | Convocazioni |
| 1989 | 1º posto        | Convocazioni |
| 1991 | 1º posto        | Convocazioni |
| 1993 | 1º posto        | Convocazioni |
| 1995 | 1º posto        | Convocazioni |
| 1997 | 1º posto        | Convocazioni |
| 1999 | 1º posto        | Convocazioni |
| 2001 | 1º posto        | Convocazioni |
| 2003 | 1º posto        | Convocazioni |
| 2005 | 1º posto        | Convocazioni |
| 2007 | 1º posto        | Convocazioni |
| 2009 | 1º posto        | Convocazioni |
| 2011 | 1º posto        | Convocazioni |
| 2013 | 1º posto        | Convocazioni |
| 2015 | 1º posto        | Convocazioni |
| 2017 | 1º posto        | Convocazioni |
| 2019 | 1º posto        | Convocazioni |
| 2021 | 1º posto        | Convocazioni |
| 2023 | 2º posto        | Convocazioni |

### Competizioni zonali
| 1955 | 3º posto | Convocazioni |
| 1959 | 2º posto | Convocazioni |
| 1963 | 1º posto | Convocazioni |
| 1967 | 2º posto | Convocazioni |
| 1971 | 3º posto | Convocazioni |
| 1975 | 2º posto | Convocazioni |
| 1979 | 2º posto | Convocazioni |
| 1983 | 1º posto | Convocazioni |
| 1987 | 3º posto | Convocazioni |
| 1991 | 2º posto | Convocazioni |
| 1995 | 7º posto | Convocazioni |
| 1999 | 2º posto | Convocazioni |
| 2003 | 3º posto | Convocazioni |
| 2007 | 1º posto | Convocazioni |
| 2011 | 1º posto | Convocazioni |
| 2015 | 2º posto | Convocazioni |
| 2019 | 3º posto | Convocazioni |
| 2023 | 1º posto | Convocazioni |

| 1978 | non qualificata | -            |
| 1982 | 2º posto        | Convocazioni |
| 2010 | 5º posto        | Convocazioni |
| 2014 | non qualificata | -            |
| 2018 | non qualificata | -            |
| 2022 | non qualificata | -            |

| 2006 | non qualificata | -            |
| 2007 | non qualificata | -            |
| 2008 | non qualificata | -            |
| 2009 | non qualificata | -            |
| 2010 | 4º posto        | Convocazioni |
| 2011 | 1º posto        | Convocazioni |
| 2012 | 4º posto        | Convocazioni |
| 2013 | 1º posto        | Convocazioni |
| 2014 | non qualificata | -            |
| 2015 | 1º posto        | Convocazioni |
| 2016 | non qualificata | -            |
| 2017 | non qualificata | -            |
| 2018 | 2º posto        | Convocazioni |
| 2019 | non qualificata | -            |
| 2022 | 8º posto        | Convocazioni |
| 2023 | 2º posto        | Convocazioni |

### Competizioni estinte
| 1990 | 3º posto | Convocazioni |
| 1991 | 5º posto | Convocazioni |
| 1992 | 5º posto | Convocazioni |
| 1993 | 1º posto | Convocazioni |
| 1994 | 3º posto | Convocazioni |
| 1995 | 2º posto | Convocazioni |
| 1996 | 5º posto | Convocazioni |
| 1997 | 5º posto | Convocazioni |
| 1998 | 5º posto | Convocazioni |
| 1999 | 3º posto | Convocazioni |
| 2000 | 3º posto | Convocazioni |
| 2001 | 1º posto | Convocazioni |
| 2002 | 2º posto | Convocazioni |
| 2003 | 1º posto | Convocazioni |
| 2004 | 1º posto | Convocazioni |
| 2005 | 1º posto | Convocazioni |
| 2006 | 1º posto | Convocazioni |
| 2007 | 1º posto | Convocazioni |
| 2008 | 4º posto | Convocazioni |
| 2009 | 1º posto | Convocazioni |
| 2010 | 1º posto | Convocazioni |
| 2011 | 2º posto | Convocazioni |
| 2012 | 6º posto | Convocazioni |
| 2013 | 2º posto | Convocazioni |
| 2014 | 2º posto | Convocazioni |
| 2015 | 5º posto | Convocazioni |
| 2016 | 2º posto | Convocazioni |
| 2017 | 2º posto | Convocazioni |

| 1993 | 2º posto | Convocazioni |
| 1997 | 1º posto | Convocazioni |
| 2001 | 2º posto | Convocazioni |
| 2005 | 1º posto | Convocazioni |
| 2009 | 1º posto | Convocazioni |
| 2013 | 1º posto | Convocazioni |
| 2017 | 1º posto | Convocazioni |

| 1998 | 1º posto | Convocazioni |
| 1999 | 1º posto | Convocazioni |
| 2000 | 2º posto | Convocazioni |
| 2001 | 1º posto | Convocazioni |
| 2005 | 2º posto | Convocazioni |
| 2007 | 2º posto | Convocazioni |
| 2008 | 2º posto | Convocazioni |